# Krchleby (Kutná Hora-i járás)
Krchleby település Csehországban, a Kutná Hora-i járásban. Krchleby Hraběšín, Čáslav, Třebonín, Žáky, Vodranty, Močovice, Souňov és Zbýšov településekkel határos. Lakosainak száma 414 fő (2024. január 1.).

## Népesség
A település lakosságának változását az alábbi diagram mutatja:
| Lakosok száma | 741  | 842  | 630  | 505  | 490  | 387  | 381  | 393  | 417  | 414  |
|               | 1869 | 1890 | 1921 | 1950 | 1980 | 2001 | 2017 | 2019 | 2022 | 2024 |